# Tawse

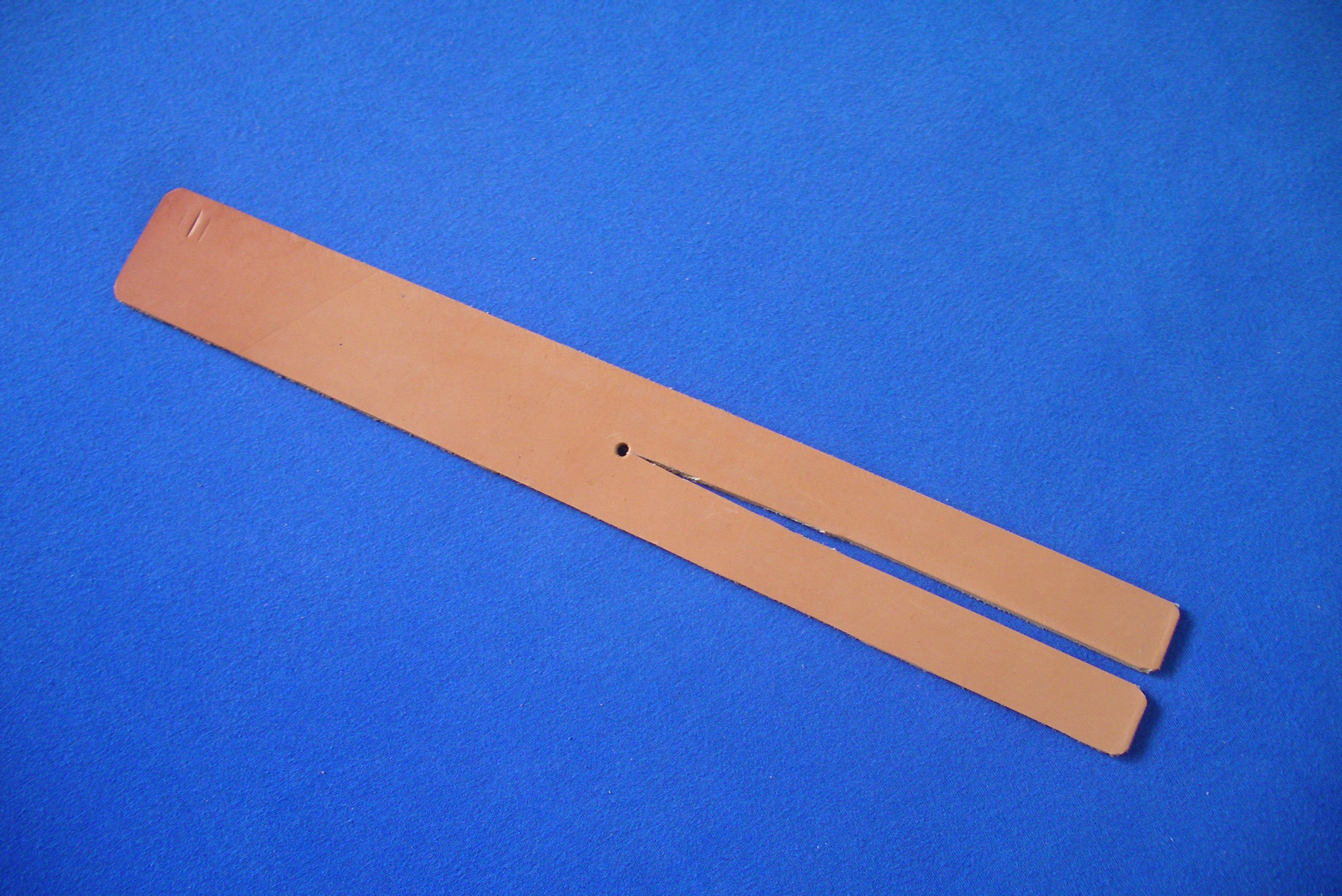
Aus einem Stück gearbeitete Tawse

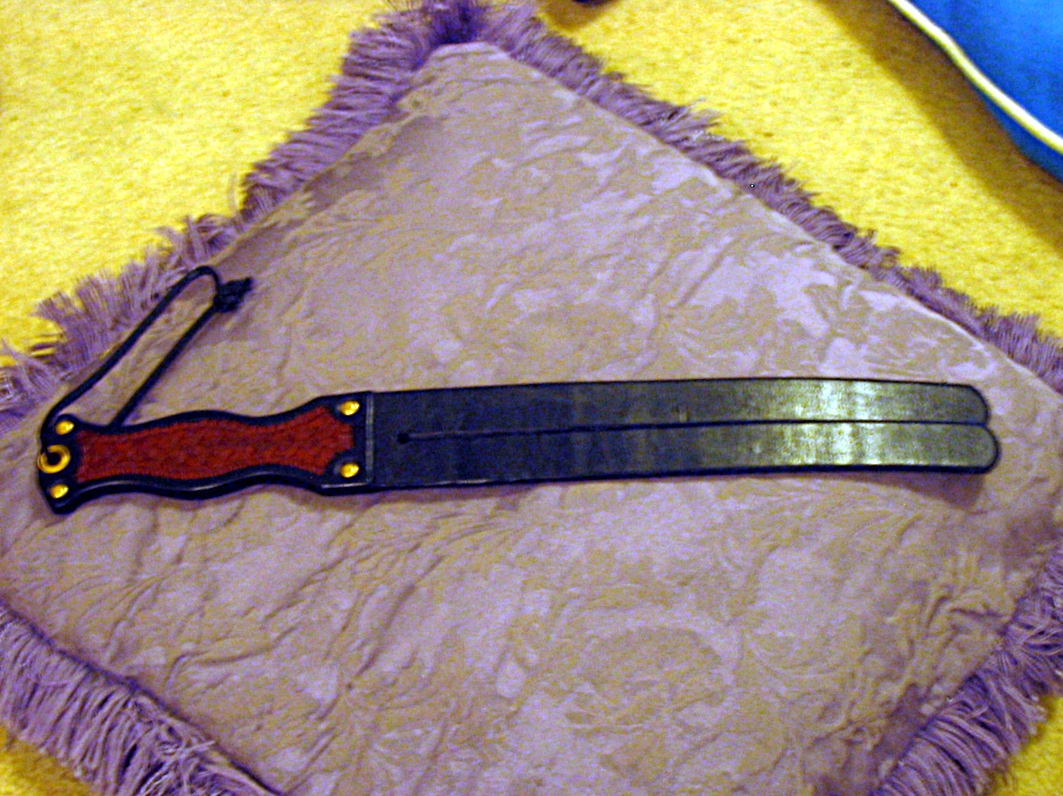
Tawse mit Holzgriff

Eine Tawse (anhörenⓘ) ist ein typisch schottisches Werkzeug für die körperliche Bestrafung, das häufig an Schulen statt des englischen Rohrstocks benutzt wurde. Sie wird heute vorwiegend bei BDSM-Aktivitäten verwendet.
Eine Tawse besteht aus einem dicken, relativ harten Stück Leder, häufig von einem Sattler hergestellt, das sich im vorderen Bereich (40 bis 60 % der Gesamtlänge) in zwei oder drei, seltener in vier oder fünf parallele Zungen teilt. Mit der Tawse wurden früher vor allem in Irland und Schottland, seltener auch in England, in allen Schulen (bis 1980; in Privatschulen und -internaten bis zuletzt 1998) Mädchen und Jungen auf die Hände sowie Jungen, insbesondere in den nahezu ausschließlich von der katholischen Kirche betriebenen Schulen in Irland, häufig auch auf das (meist bekleidete) Gesäß bestraft.
Eine Züchtigung auf dem Gesäß ist – entgegen landläufiger Meinung – deutlich schmerzhafter als eine solche der Hände (wobei sie fast immer auch eine größere Anzahl an Hieben umfasst), und wie beim Rohrstock ist die Wirkung auch durch gängige Kleidung hindurch sehr spürbar. Da ihr Gebrauch üblicherweise nicht zu Hautverletzungen führt, kann eine Tawse wesentlich nachhaltiger und häufiger als ein Rohrstock eingesetzt werden. Eine zweizüngige Tawse ist in der Regel potenziell schmerzhafter als eine Tawse mit mehr als zwei Zungen.

## Gerichtsstrafe
Männliche Jugendliche zwischen 14 und 16 Jahren konnten bis zum Jahr 1948 von schottischen Gerichten (als schmerzhaftere Alternative zu einem Birching) auch zu einer Strafe von bis zu 36 Schlägen mit einer schweren Tawse auf das unbekleidete Gesäß verurteilt werden.